# Francisco Antonio de la Rosa Figueroa
Fray Francisco Antonio de la Rosa Figueroa (España, 1697 - Ciudad de México, 1776) fue un religioso franciscano, bibliotecario y estudioso de las lenguas indígenas de México.

## Reseña biográfica
Los datos biográficos que existen sobre fray Francisco no son del todo seguros. En su tratado "Vindicias de la verdad" afirma que nació en España, en 1697. Sin embargo, algunos estudiosos apuntan a la posibilidad de que hubiera nacido en México, donde fue bautizado en 1698.
Su familia pertenecía al señorío de Feria, en el Extremadura, por lo que tenía cierta relación con la nobleza castellana. Muy joven, comenzó su vida religiosa, como secular, y pasó siete años viviendo en distintas provincias de México (Michoacán, Puebla y Oaxaca), donde aprendió diversas lenguas indígenas, aunque se especializó en el estudio del náhuatl.
En 1724 ingresó a la Orden de Frailes Menores; desempeñó los cargos de ministro de coadjuntor, ministro de la iglesia de Santa María la Redonda, notario apostólico del Santo Oficio, lector de náhuatl y bibliotecario de la librería del convento de San Francisco el Grande de México.
Fue el primer novohispano que escribió un compendio bibliográfico, el "Diccionario bibliográphico alphabético e índice sylabo repertorial de quantos libros sencillos existen en esta librería deste convento de NSP San Francisco de México (1753).
Quizá su mayor obra sea el airado discurso en contra de las políticas lingüísticas de Carlos III, impuestas a expensas del cardenal Antonio Lorenzana, que tituló "Vindicias de la verdad".:
"Discursos humildes que fray Francisco Antonio de la Rosa y Figueroa, Predicador General, Notario Apostólico y del Santo Oficio, Archivero de esta santa provincia del Santo Evangelio en este convento de nuestro padre San Francisco de México, propone sobre la Real Cédula del rey, nuestro señor, Carlos 3, que Dios guarde, promovida por el illustríssimo señor arzobispo, don Francisco Lorenzana, para que se destierren los diferentes idiomas de que se usan en los dominios de su magestad y que solamente se hable lenguaje castellano".
En ella, dice fray Francisco: "haré patente en este pobre papel, que la ninguna experiencia del illustríssimo señor arzobispo de los yndios, de los obispados que expresó en su ynforme al rey nuestro señor, no divisó los multiplicados, peligrosos y lastimosas consequencias y daños que se seguirán al exterminio de los ydiomas: daños a la conservación y aumento de la christiandad de los yndios a que tanto han anhelado nuestros reyes; daños a la seguridad de los dominios de la real corona en las Yndias; daños no sólo en el au- mento, si no en la substracción de los reales tributos; daños a la tranquilidad y el sosiego de las ciudades [p. 3], villas y lugares [...]: todo esto probarán los siguientes párrafos de mi carta"...

## Obras
- Diccionario bibliográphico alphabético e índice sylabo repertorial... (1753)
- Bezerro general  menológico y chronológico de todos los religiosos... (1764)
- Vindicias de la Verdad... (1773)